# 陸皇后
陆皇后（？—？），籍贯不详，唐殇帝李重茂皇后。

## 生平
陆氏原为温王李重茂的王妃。唐隆元年（710年）六月，李重茂即位。六月丁亥（710年7月8日），李重茂立陆氏为皇后。